# Carl Sprinchorn (historiker)
Carl Knut Sigfrid Sprinchorn, född den 13 maj 1851 i Lund, död där den 11 juni 1927, var en svensk skolman och historiker.

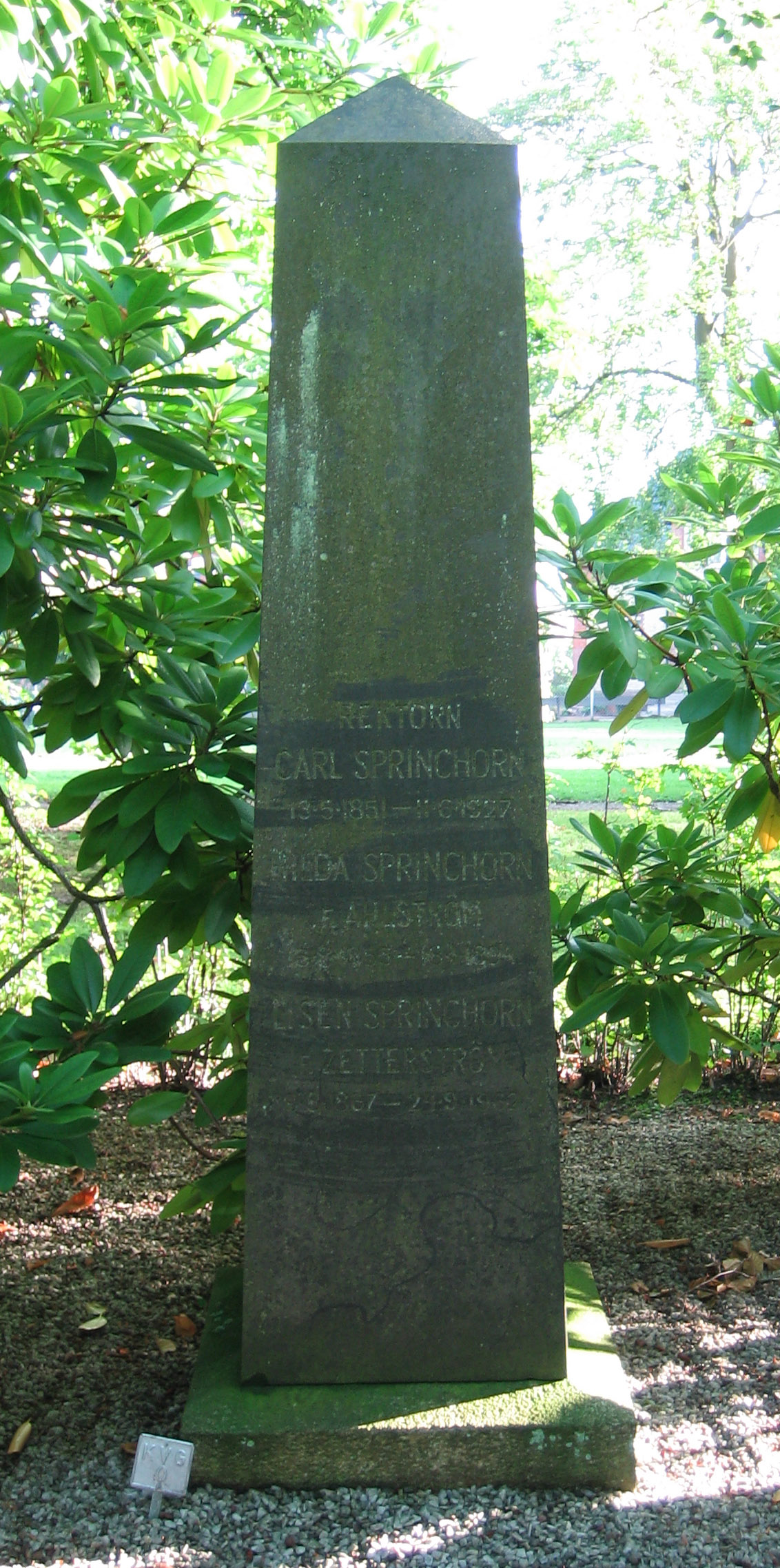
Carl Sprinchorns gravsten på Norra kyrkogården i Lund.

Sprinchorn blev student vid Lunds universitet 1870 samt filosofie doktor 1879 och docent i svensk historia samma år, blev 1881 lektor i historia och modersmålet vid Växjö högre allmänna läroverk, förordnades, med bibehållande av nämnda lektorat, till rektor 1884 vid Visby, 1886 vid Lunds och 1906 vid Malmö högre allmänna läroverk samt tog avsked 1917. Under sin studietid i Lund återupptäckte han 1871 sjönöten i sjön Immeln. För forskningar besökte han 1880 och 1881 arkiv i Nederländerna, Belgien och Frankrike samt för pedagogiska studier Tyskland 1887 och 1897 och Österrike 1887. Han var ledamot av 1890–1891 års kommitté för utarbetande av förslag till ändringar i läroverksstadgan, av Lunds stadsfullmäktige 1889–1906 och av Malmöhus läns landsting 1897–1905. Han invaldes 1880 i Kungliga Samfundet för utgivande av handskrifter rörande Skandinaviens historia och 1892 i Det Kongelige Nordiske Oldskriftselskab. Sprinchorn blev riddare av Nordstjärneorden 1892 och kommendör av andra klassen av samma orden 1913. Han är begraven på Norra kyrkogården i Lund.